# Missouri Triangle
Missouri Triangle è un'area non incorporata della contea di Kern, in California. È situata a 10 miglia (16 km) a nord di McKittrick, ad un'altitudine di 561 piedi (171 m).
Definita dal triplo incrocio tra la California State Route 33, la Lost Hills Road e la 7th Standard Road, è interamente all'interno del South Belridge Oil Field. All'interno del triangolo formato dall'incrocio inesatto delle tre strade principali, c'è un minimarket e una torre dell'acqua, con il nome del luogo disegnato sulla torre dell'acqua.
Aera Energy LLC gestisce la maggior parte dei pozzi di petrolio nelle immediate vicinanze.